# Momus' Oudemannenhuis
Momus' Oudemannenhuis is een voormalig oudemannenhuis, opgericht door de sociëteit Momus, aan de Herbenusstraat in het centrum van de Nederlandse stad Maastricht. Het complex bestaande uit twee gebouwen is anno 2022 in gebruik als appartementencomplex/studentenhuisvesting. De gebouwen uit circa 1875, deels met neoclassicistische en neogotische stijlelementen, vormen gezamenlijk een gemeentelijk monument.

## Geschiedenis
De Maastrichtse herensociëteit Momus werd in 1839 opgericht en hield zich, naast de organisatie van sociale evenementen, zoals het Maastrichtse carnaval, ook bezig met liefdadigheid (Maastrichts: "sjariteit"). Zo werd vanaf 1846 in de wintermaanden een soepkeuken gerund en werd in 1879 de afdeling 'Momus-armenkleding, -armenvoeding en -huisbrand' opgericht, ter verlichting van de nood onder de minderbedeelden. Eind jaren 1880 werd besloten tot de oprichting van een 'oudemannenhuis', dat open stond voor alle gezindten. Er bestond in die tijd slechts één tehuis voor mannelijke bejaarden in Maastricht, namelijk het Twaalf Apostelenhuis in de Bogaardenstraat, en dit nam uitsluitend katholieken op.
Een voor dit doel geschikt pand werd gevonden in het grotendeels nog onbebouwde gebied tussen het voormalige Cellebroedersklooster en de daar omstreeks 1874 gesloopte stadsmuur. Hier bevond zich een uitspanning, die vermoedelijk kort na 1874 tot stand was gekomen op de plek van het uit de late achttiende eeuw daterende kruitmagazijn "Hoog Frankrijk" (zie tekening J. Brabant). De uitspanning, genaamd "Le Téméraire" (de stoutmoedige), lag aan een smalle weg, die langs de binnenzijde van de stadsmuur liep (te zien op de kadasterkaart van 1842) en die omstreeks 1877 werd verbreed tot Binnenste Singelweg,  ook wel Binnen Boulevard genoemd (1900): de latere Herbenusstraat. De uitspanning was vanuit het centrum van de stad tevens te bereiken via de Cellebroedersgang/-straat, een route die aanzienlijk korter was. In 1878 was ene Janssen eigenaar van "Casino du Téméraire". De benedenverdieping van het hoofdgebouw was ingericht als café chantant, waar ook cabaret-achtige optredens plaatsvonden. Een ander gebouw diende als woonhuis (zie plattegrond Van Gendt hiernaast). In 1881 werd het nog vrij nieuwe complex met omliggende tuinen openbaar verkocht. In 1882 waren in het pand "meerdere ongemeubileerde kwartieren" te huur. In juni 1888 kocht de Stichting Momus' Oudemannenhuis de uitspanning "Le Téméraire". Nog in hetzelfde jaar begon een fondsenwervingscampagne om de verbouwing en inrichting te financieren.
Niet duidelijk is in hoeverre de bestaande gebouwen gehandhaafd bleven en/of aangepast werden. Het woonhuis van Janssen, later aangeduid als 'achterbouw' of 'paardenstal', hoefde in 1888-90 waarschijnlijk alleen inwendig te worden aangepast aan de nieuwe functie. Het hoofdgebouw, meestal aangeduid als 'voorbouw', toont weinig overeenkomsten met het kruithuis "Hoog Frankrijk", zoals getekend door Jan Brabant, maar een grondige verbouwing van dit robuuste gebouw, eerst omstreeks 1875 en daarna opnieuw in 1888-90, kan niet worden uitgesloten (zie verder noot 8). Een ongedateerde tekening van J. Lefebvre lijkt een tussentoestand weer te geven. Waarschijnlijk toont de tekening, die omstreeks 1875 gedateerd kan worden, het etablissement "Le Téméraire" vóór de verbouwing door Momus. Het gebouw telt bij Lefebvre vier vensterassen (twee minder dan na 1890) en het achterste zes (drie minder dan na 1890). Aangezien de achterbouw uitwendig vermoedelijk ongewijzigd is gebleven, moet geconcludeerd worden dat de weergave van Lefebvre wat dit bouwdeel betreft onnauwkeurig is.
Wat de voorbouw betreft, mag worden aangenomen dat deze tussen 1888 en 1890 aan de noordoostzijde is uitgebreid met twee traveeën. Een door Momus uitgegeven prent uit circa 1880, waarschijnlijk bedoeld om het oudemannenhuisproject bekendheid te geven, bevestigt dit: op de plattegronden is een duidelijke bouwnaad te zien en de buitenmuren van het bijgebouwde deel zijn duidelijk dunner. De gedetailleerde plattegronden tonen tevens de indeling van beide gebouwen, zoals die in 1890 in gebruik werden genomen. De voorbouw bevatte op de begane grond onder andere een ruime vergaderzaal, een bibliotheek, een (gezamenlijke) badkamer en acht woonkamers. De hoofdingang en het trappenhuis bevonden zich in de vierkante uitbouw aan de zuidwestzijde. Op de verdieping bevonden zich nog eens tien woonkamers. Op beide verdiepingen was een privaat (toilet) aanwezig. In de achtergebouw waren onder andere de woning van de conciërge, de bestuurskamer, de keuken, de waskamer, de linnenkamer en twee ziekenkamers ondergebracht. Twee aparte bijgebouwtjes herbergden een 'pompenhuis' en vier extra privaten.
Momus' Oudemannenhuis, dat in 1890 zijn deuren opende, was bestemd voor de huisvesting en verpleging van mannen boven de 55 jaar, die onvoldoende bemiddeld waren om zelfstandig in hun onderhoud te voorzien. De voorkeur ging uit naar geboren Maastrichtenaren of zij die langer dan dertig jaar in Maastricht woonachtig waren. Men hoefde niet kerkelijk te zijn; wel moest men "van erkend braaf en zedelijk goed gedrag" zijn. Bij de intrede moest 150 gulden worden betaald, bestemd voor een begrafenisfonds. Ook moest men eigen meubilair meenemen en zelf zorg dragen voor voldoende kleding, die in goede staat moest zijn. In het oudemannenhuis was plaats voor achttien bewoners/verpleegden, maar vaak waren het er minder.
Eind negentiende eeuw bestonden er plannen om een nieuwe straat aan te leggen tussen de Brusselsestraat en de Herbenusstraat. De Cellebroedersgang zou daartoe verbreed moeten worden en de nieuwe straat zou rakelings langs het Oudemannenhuis lopen. De plannen werden nooit uitgevoerd en in 1912 verrees op het terrein ten zuiden van het gesticht een openbare lagere school voor "on- en minvermogenden", later Sint-Servatiusschool genoemd. Aan de andere kant, op de plek van het L-vormige wapenmagazijn, lag het PTT-postsorteercentrum.
Momus' Oudemannenhuis was een zelfstandige stichting en overleefde daardoor het groeiende financieel debacle van de Sociëteit Momus in de jaren 1930. Na de Tweede Wereldoorlog kon het bestuur van de stichting echter niet meer voldoen aan de moderne eisen inzake bejaardentehuizen. In 1955 werd het oudemannenhuis wegens exploitatieproblemen gesloten. Er waren toen nog slechts acht bewoners. Nog in hetzelfde jaar werden de panden verkocht. Wie de koper was en welke bestemming de panden toen kregen, is niet bekend. In de jaren 1960 en '70 was er een filiaal van de firma Hahmes, een toeleverancier van chemicaliën, gevestigd. In de achterbouw woonde een beheerdersechtpaar. In 2011 stond het voormalige oudemannenhuis opnieuw te koop. In de jaren daarna werd het verbouwd tot (studenten)huisvesting met een dertigtal studio's en enkele grotere appartementen.
De Stichting Momus' Oudemannenhuis is na de opheffing van het tehuis blijven bestaan en steunt nog steeds de stille armen van Maastricht.

## Architectuur
Het voormalige Momus' Oudemannenhuis is een gebouwencomplex bestaande uit twee gebouwen op een perceel van 1905 vierkante meter. Het onbebouwde deel van het terrein, voorheen de tuin, heeft een oppervlakte van circa 900 vierkante meter en is in gebruik als parkeerplaats voor circa vijftig auto's. Aan de kant van de Herbenusstraat staat een modern stalen hek. Bij de ingang van het parkeerterrein herinneren twee bakstenen hekpijlers, waarvan één incompleet en zonder hek, aan de oorspronkelijke ommuring, die elders op het terrein nog grotendeels intact is.

### Voormalig oudemannenhuis

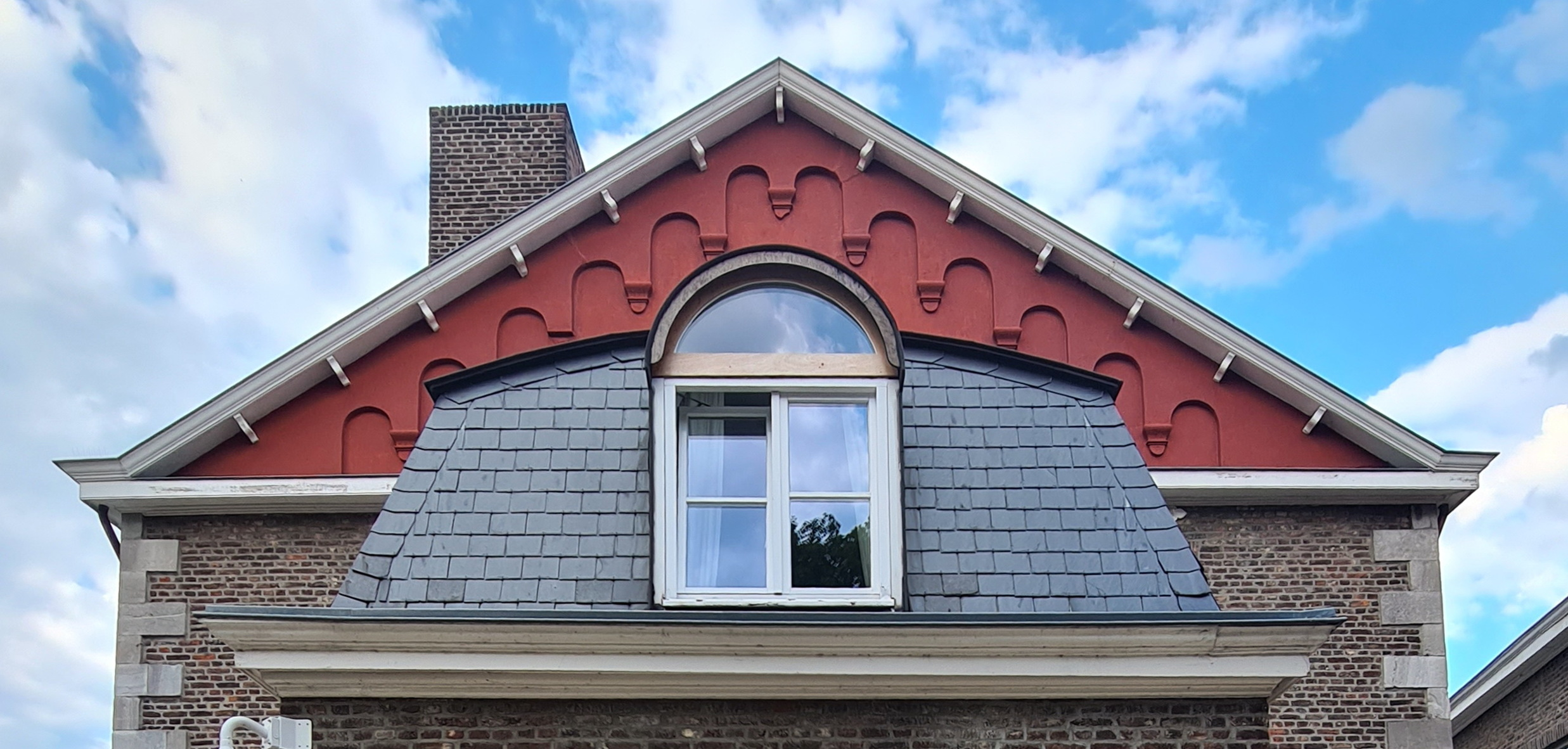
Detail zuidwestgevel met fronton, mansardedakje en dakkapel

Het voorste bouwvolume, ook wel voorbouw genoemd, is het eigenlijke oudemannenhuis, deels uit circa 1875, waarschijnlijk gebouwd op de fundering van een achttiende-eeuws kruitmagazijn, en in 1888-90 (opnieuw) verbouwd en uitgebreid. Het bestaat uit een rechthoekig hoofdvolume met twee aanbouwen. Het hoofdvolume is twee bouwlagen hoog en heeft een zadeldak parallel aan de straat, gedekt met grijze dakpannen. De geprofileerde bakgoot loopt om het hele pand heen, slechts onderbroken door de vensters in de beide puntgevels. De twee aanbouwen zijn eenlaags en onttrekken de voor- en achtergevels deels aan het zicht. De rechter aanbouw is oorspronkelijk en heeft een mansardedak gedekt met leien. Hier bevindt zich de hoofdingang met een hardstenen omlijsting en een vernieuwde deur. Boven de entree bevindt zich een dakkapel met gewijzigde, halfronde bekroning. De aanbouw bij de achtergevel dateert van 1888-90 en heeft een plat dak en vensters aan drie zijden.
De buitengevels zijn opgetrokken in baksteen en hebben een lage hardstenen plint, hardstenen geblokte hoeklisenen, een hardstenen waterlijst die onder de vensters van de eerste verdieping doorloopt, en hardstenen versterdorpels op de begane grond. De lange, naar de Herbenusstraat gerichte gevel telt zes vensterassen, waarvan de vier rechtse tot het oorspronkelijke gebouw behoren. Aan de gevel is echter geen bouwnaad te zien. In de gevel zijn rozetvormige muurankers aangebracht. De deur op de begane grond is niet oorspronkelijk. Alle ramen zijn vernieuwd naar oud model. De beide puntgevels zijn versierd met een gemetseld, oplopend rondboogfries. Bij de rechtergevel is het gedeelte boven de bakgoot rood gepleisterd, waardoor dit het aanzien heeft van een fronton. Het rondboogvenster in deze gevel bevindt zich deels in het rode muurvlak. Links en rechts hiervan zijn vensters, waarvan het linker blind is. In de andere puntgevel is op de eerste verdieping een deuropening, die toegang geeft tot het platte dak van de aanbouw. De geveltop, die niet gepleisterd is, bevat een halfrond venster. In de achtergevel zijn boven en beneden vijf vensters. Geheel rechts is de oorspronkelijke dienstingang, die vooral bedoeld was voor het eigen personeel, dat voornamelijk in de achterbouw werkzaam was (zie plattegronden Momus-prent).

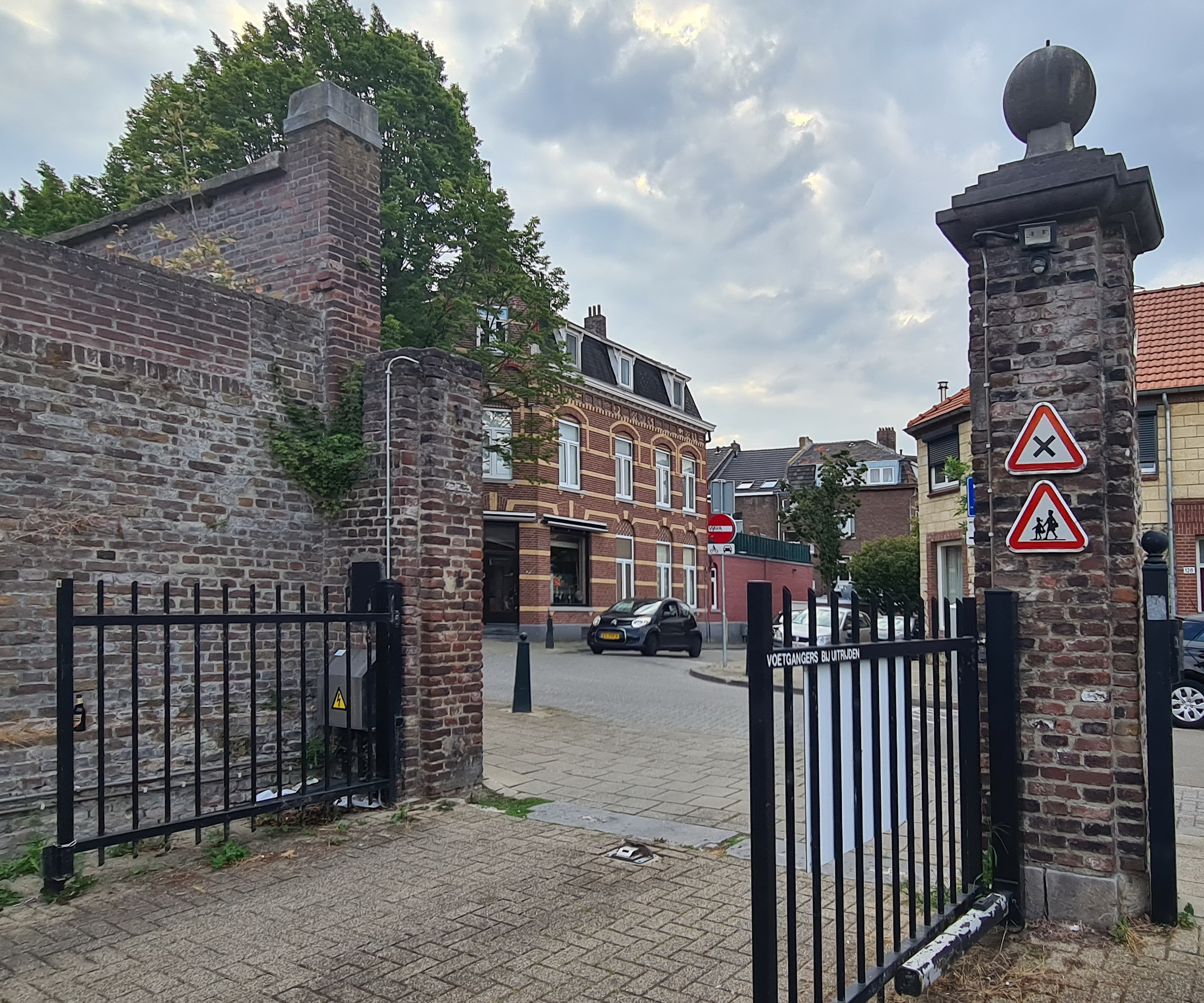
Ingang met hekpijlers
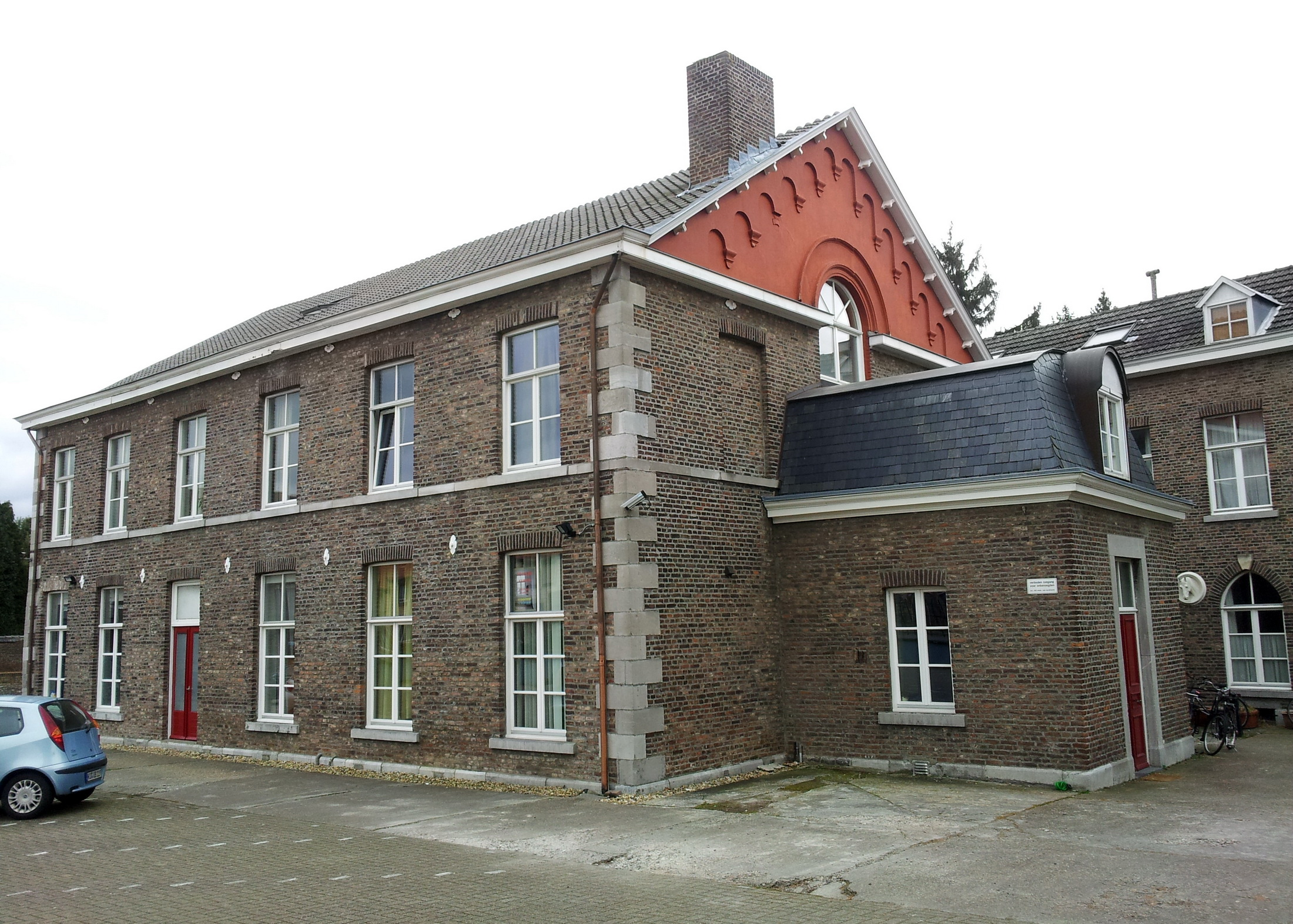
Hoofdgebouw vanaf de straat
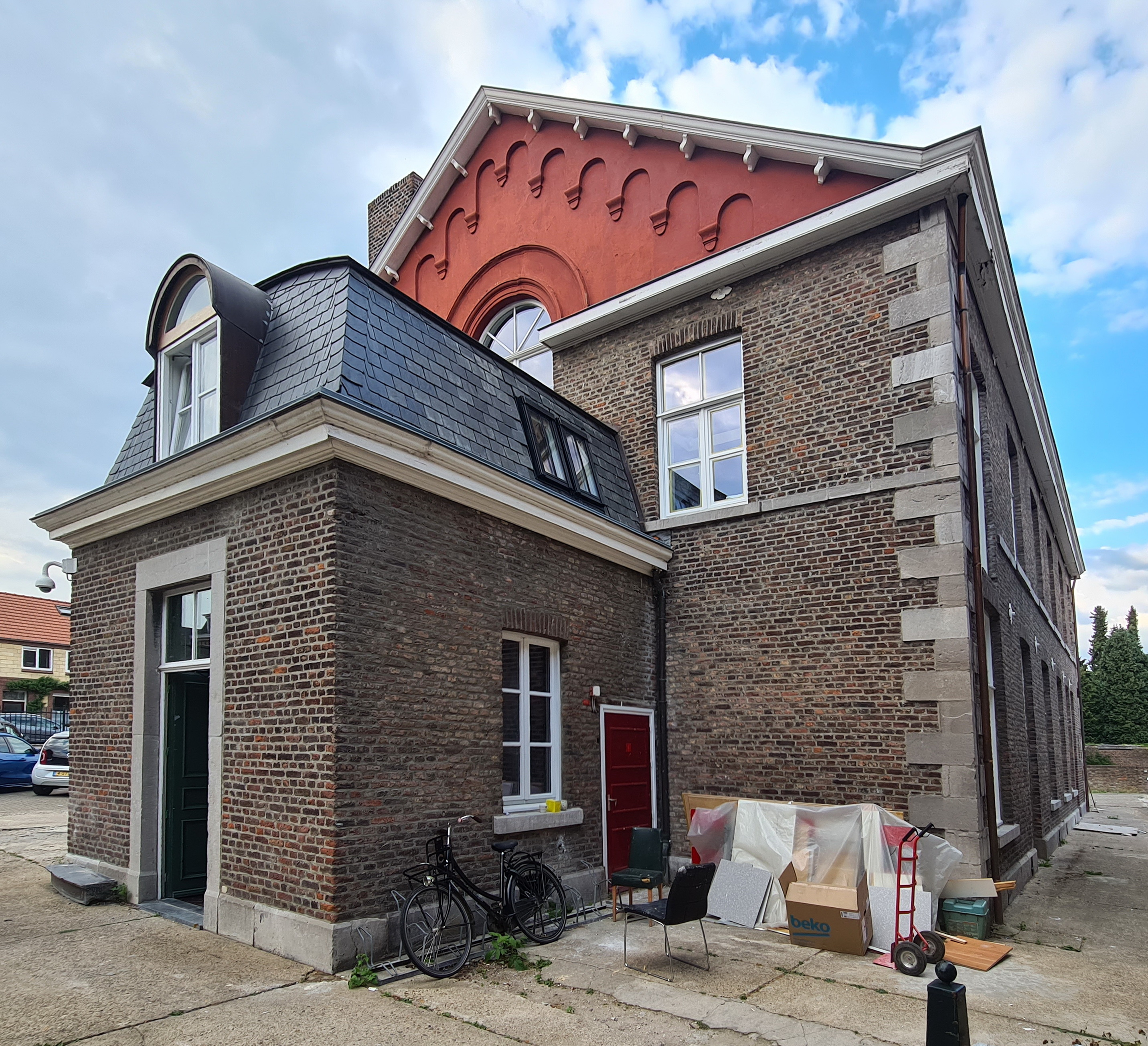
Vanuit het zuiden
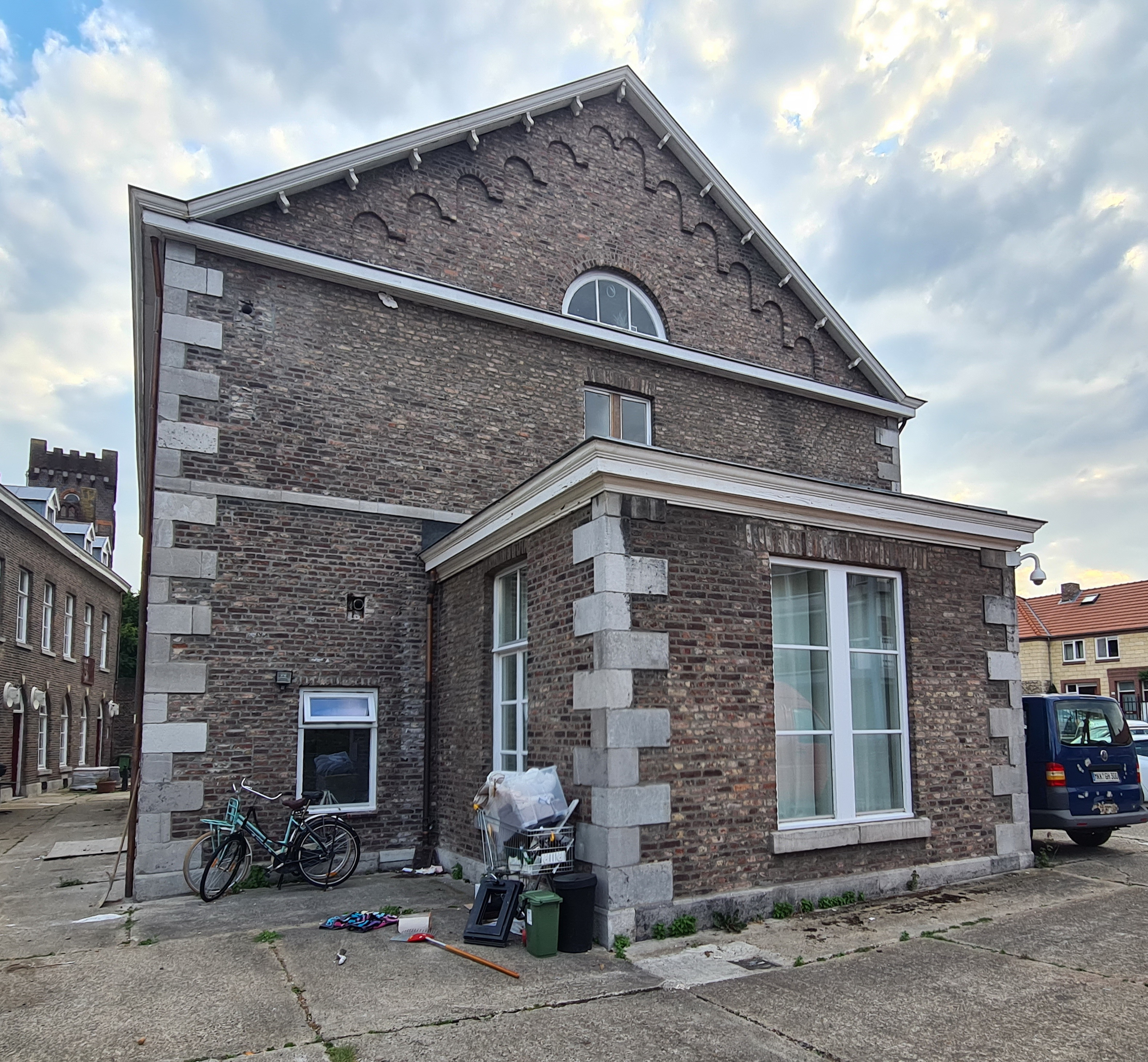
Vanuit het oosten

### Voormalige 'paardenstallen'

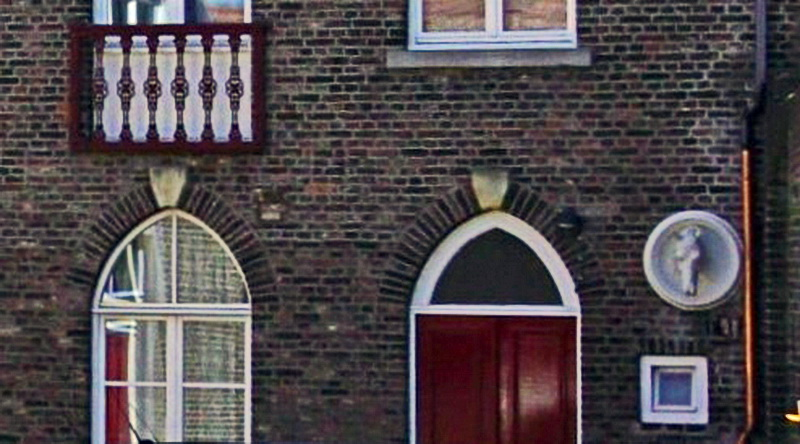
Detail voorgevel met spitsbogen, balkonhekje en paardenhoofd

Het achterste deel van het gebouwencomplex wordt ook wel aangeduid als achterbouw of 'voormalige paardenstallen'. Het gebouw is uitwendig min of meer in oorspronkelijke staat, maar de bouwhistorie is onduidelijk. Het vrij smalle gebouw staat onder een lichte hoek, schuin achter de voorbouw. Het heeft een niet geheel rechthoekige plattegrond en telt twee bouwlagen onder een zadeldak. In de voorste dakhelft zijn aan de rechterkant drie niet-oorspronkelijke dakkapellen met zadeldakjes aangebracht. Links en aan de achterkant bevinden zich enkele recente dakramen. Aan de dakrand is een geprofileerde bakgoot bevestigd. De gevels zijn in baksteen opgetrokken met een hardstenen plint. De voorgevel is negen vensterassen breed, met op de begane grond drie toegangsdeuren met spitsboogvormig bovenlicht en zes spitsboogvensters. Alle deuren en ramen zijn vernieuwd naar oud model; alleen de linker deur heeft nog een origineel neogotisch bovenlicht. De spitsbogen eindigen in mergelstenen sluitstenen. Verspreid over de begane grond zijn vier medaillons met gepleisterde paardenhoofden aangebracht. Op de eerste verdieping bevindt zich in de tweede gevelas vanaf rechts een balkondeur met een balkonhek, zoals al op oude tekeningen is te zien. De andere vensterassen bevatten acht vensters met hardstenen dorpels en licht getoogde, gemetselde beëindigingen. De ramen zijn vernieuwd. Alle andere gevels zijn blind, op een enkel venster in de achtergevel na.

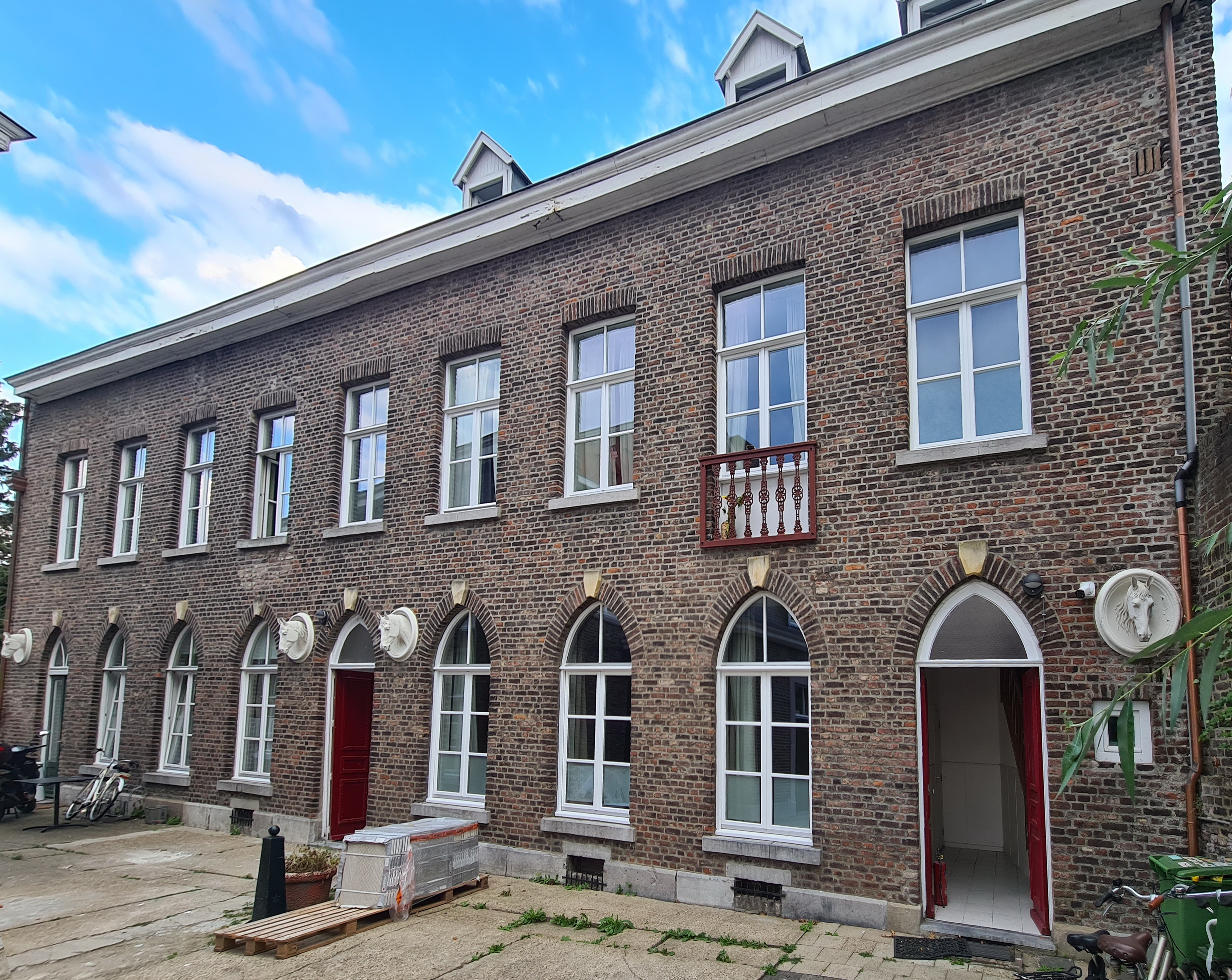
Voorgevel 'achterbouw'
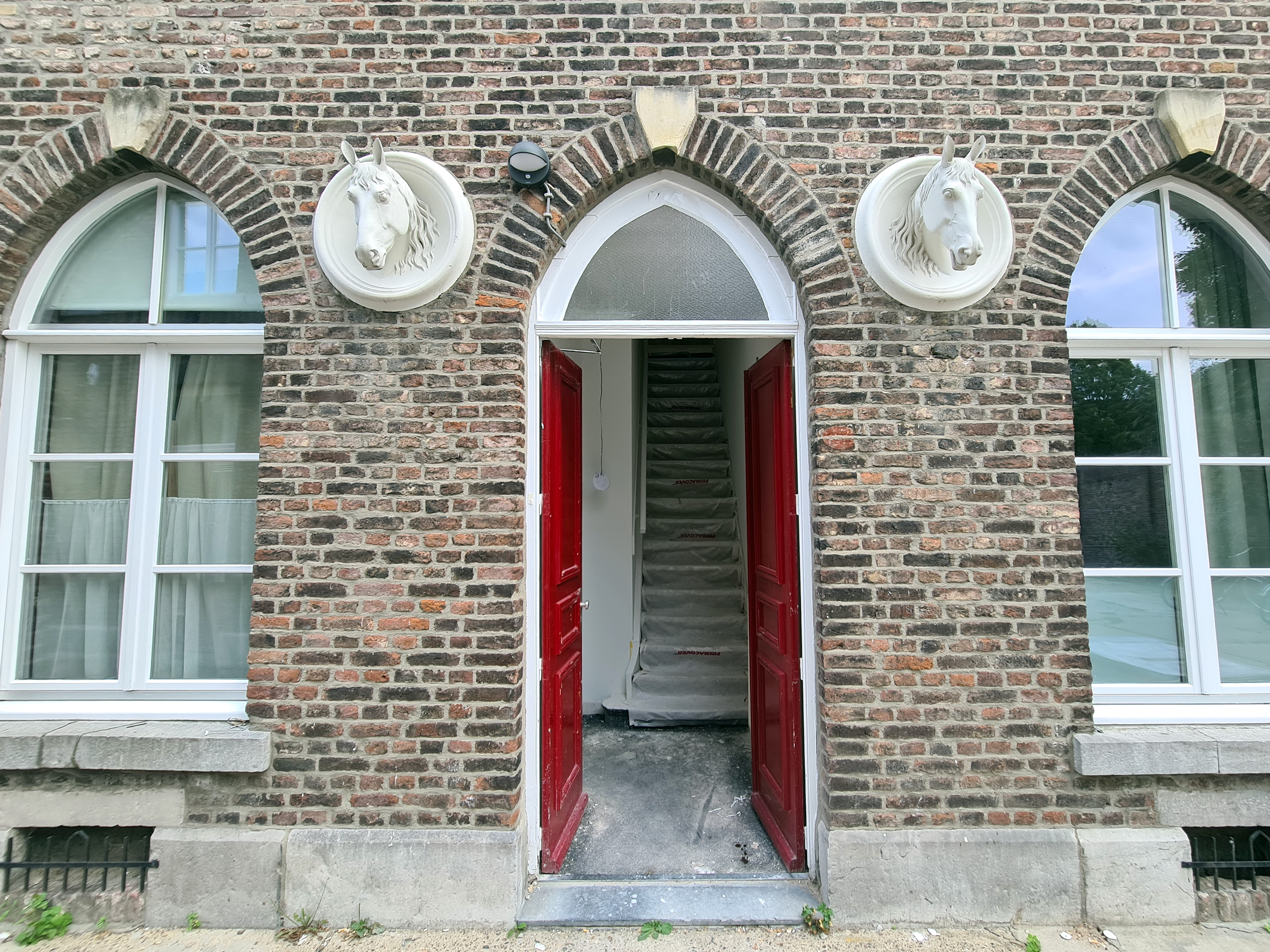
Detail voorgevel
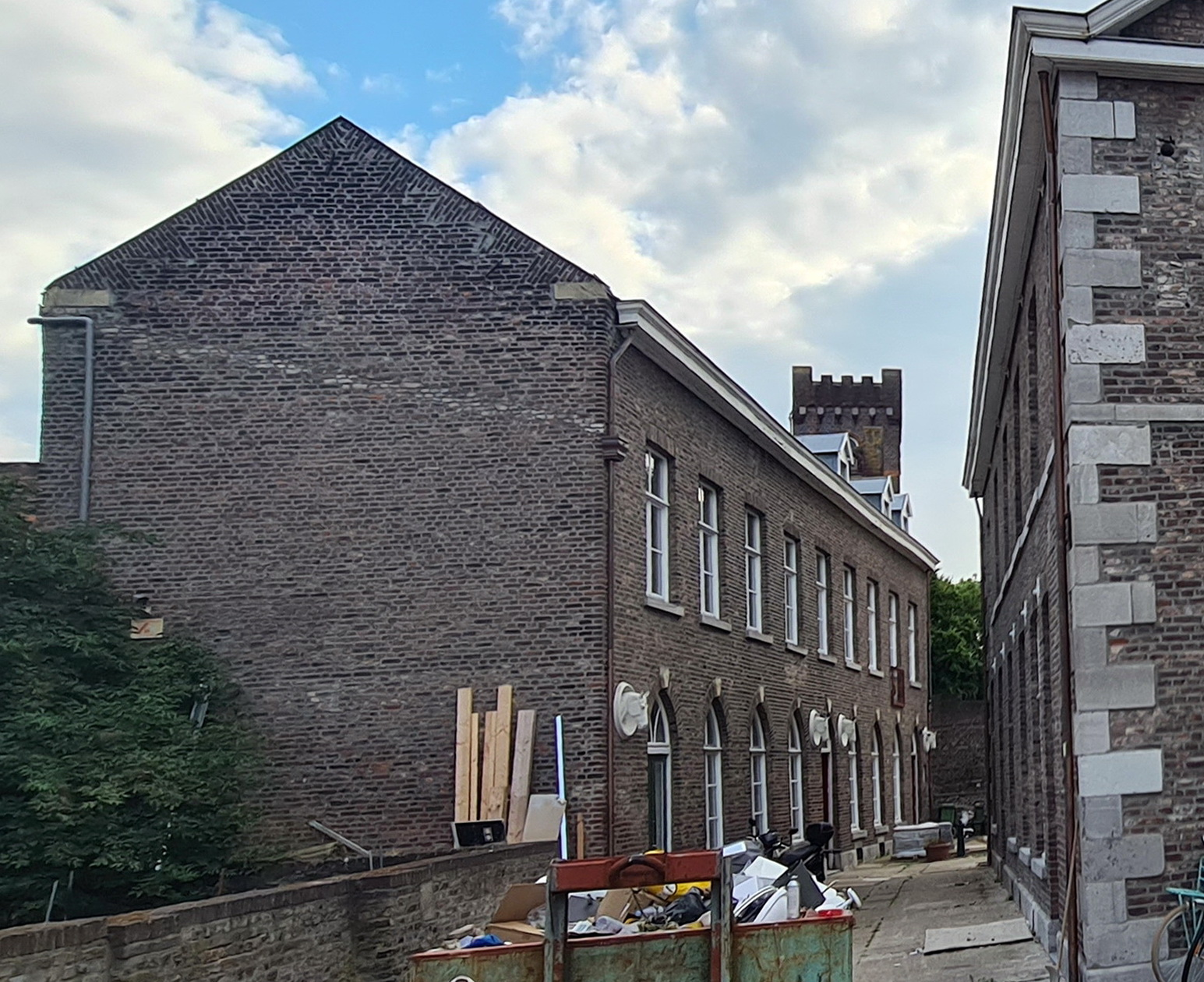
Zij- en voorgevel
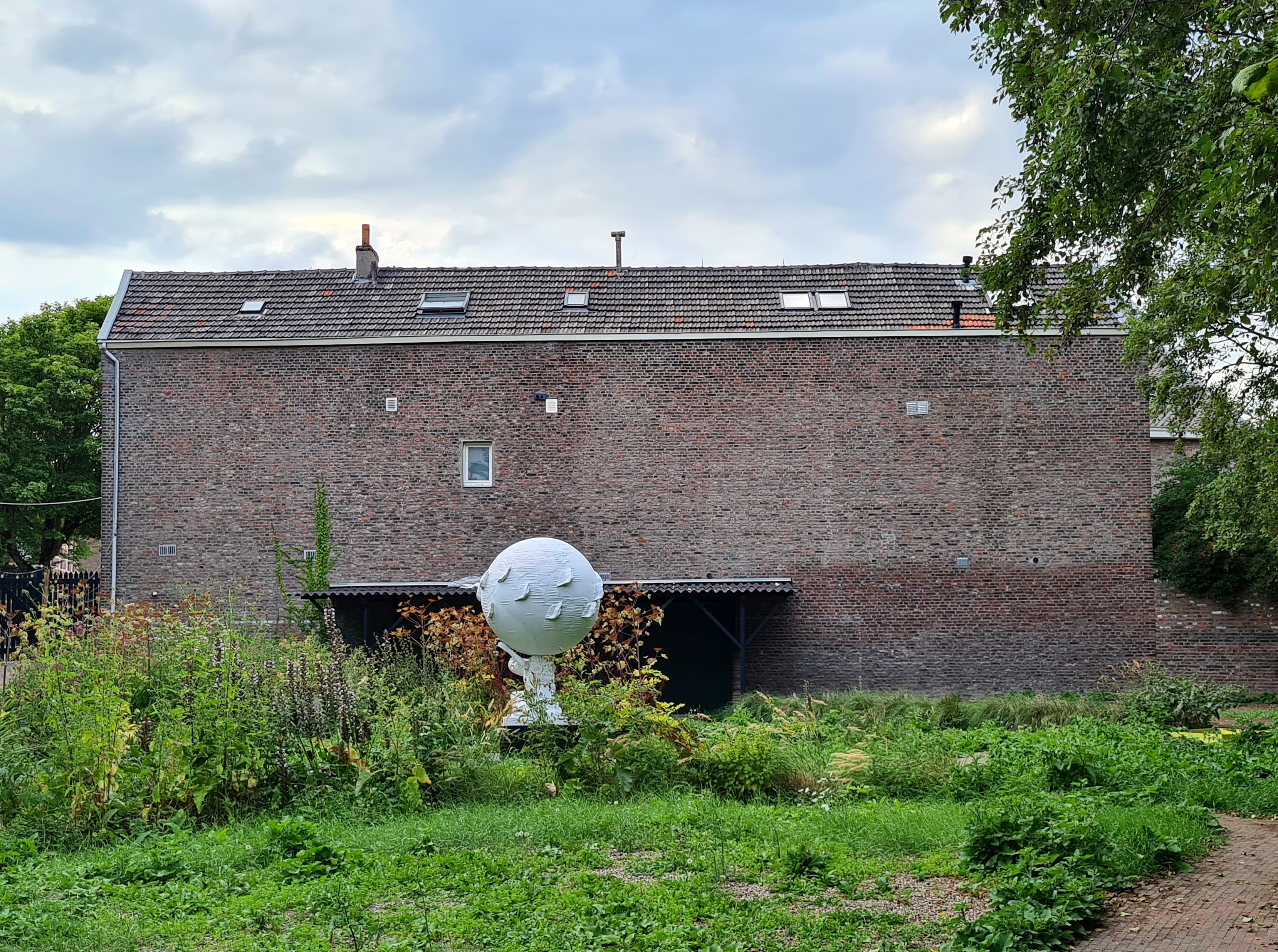
Blinde achtergevel